# Bunonematidae
Famille
Genres de rang inférieur
- Aspidonema Sachs, 1949
- Bunonema Jägerskiöld, 1905
- Craspedonema Richters, 1908
- Rhodolaimus Fuchs, 1930
- Sachisium Andrassy, 1971
- Serronema Paesler, 1957
- Stammeria

Les Bunonematidae sont une famille de nématodes chromadorés de l'ordre des Rhabditida.